# Метеллюс, Жан
Жан Метеллюс (фр. Jean Métellus; 30 апреля 1937, Жакмель — 4 января 2014) — гаитянский писатель, писал на французском языке.

## Биография
В 1959 уехал от режима Франсуа Дювалье во Францию. Изучал лингвистику и медицину (неврология). Защитил диссертацию по афазии (1975). Работал врачом-неврологом в парижской больнице, начал писать. Получил поддержку Мориса Надо, Андре Мальро, Эме Сезера.

## Произведения

### Стихи
- Au pipirite chantant (1978)
- Hommes de plein vent (1981, переизд. 1992)
- Ясновидение/ Voyance (1985)
- Jacmel (1991, на франц. и исп. яз.)
- Voix nègres (1992)
- Filtro amaro (1996, на франц и итал. яз)
- Странствующие божества/ Les dieux pèlerins (1997, переизд. 2004)
- Voyance et autres poèmes (2005)
- La Peau et autres poèmes (2006)
- Начала/ Éléments (2008)
- Лица женщин/ Visages de femmes (2008)
- Braises de la mémoire (2009)
- La main et autres poèmes (2010)
- Souvenirs à vif (2011)
- Hommes de plein vent, hommes de plein ciel (2011)
- Отпечатки/ Empreintes (2013)

### Романы
- Жакмель в сумерки/ Jacmel au crépuscule (1981, голл пер. 1984)
- Семейство Вортексов/ La famille Vortex (1982, премия Французской академии, 1982; рус. пер. 1989, англ. пер. 1995; переизд.: Gallimard, 2010)
- Une eau-forte (1983, премия Французской академии, 1984)
- Пленное слово/ La parole prisonnière (1986)
- L’année Dessalines (1986)
- Les cacos (1989)
- Charles-Honoré Bonnefoy (1990)
- Louis Vortex (1992)
- Архиепископ/ L’archevêque (1999)
- La vie en partage (2000)
- Toussaint Louverture le précurseur (2004)
- Жакмель, всегда/ Jacmel, toujours (2007)

### Пьесы
- Anacaona (1986)
- Le Pont rouge (1991)
- Колумб/ Colomb (1992)
- Туссен-Лувертюр, или Ростки свободы/ Toussaint Louverture, ou, Les racines de la liberté (2003)
- Henri le cacique (2005)

### Эссе
- Haïti: une nation pathétique  (1987)
- Voyage à travers du langage (1996)
- De l’esclavage aux abolitions: XVIIIe — XXe siècle (1998)
- Да здравствует дислексия!/ Vive la Dyslexie! (2002)

### Интервью
- Sous la dictée du vrai (1999)
- Entretiens avec Jean Métellus: des maux du langage à l’art des mots (2004)

## Признание
Международная премия Сенгора за поэзию (2006). Большая поэтическая премия Общества писателей Франции (2007). Большая премия франкофонных стран (Французская академия, 2010). Международная премия имени Бенжамена Фондана за поэзию на французском языке (2010).